# Diaphania hyalinata
Diaphania hyalinata is een vlinder uit de familie van de grasmotten (Crambidae), uit de onderfamilie van de Spilomelinae. De wetenschappelijke naam van deze soort is voor het eerst voorgesteld als Phalaena Geometra hyalinata door Carl Linnaeus in een publicatie uit 1767.
De soort komt voor in de Verenigde Staten, Cuba, Jamaica, de Dominicaanse Republiek, Puerto Rico, Saint Vincent en de Grenadines, Mexico, Honduras, Nicaragua, Costa Rica, Colombia, Venezuela, Suriname, Brazilië, Ecuador, Peru, Bolivia, Argentinië.